# Jerzy (Wagner)
Jerzy, imię świeckie Georges Wagner (ur. 10 marca 1930 w Berlinie, zm. 6 kwietnia 1993 w Asnières-sur-Seine) – zwierzchnik Zachodnioeuropejskiego Egzarchatu Parafii Rosyjskich.

## Życiorys
Został ochrzczony w Kościele ewangelicko-reformowanym. Jego matka Martha Wagner, już po jego urodzeniu, zainteresowała się prawosławiem, trafiając do parafii św. Włodzimierza w Berlinie, należącej do Zachodnioeuropejskiego Egzarchatu Rosyjskiego Kościoła Prawosławnego (eparchia berlińska i niemiecka). Po II wojnie światowej skłoniła również swoich synów do przyjęcia prawosławia, co Georges uczynił w 1948. Po ukończeniu szkoły średniej Wagner wyjechał do Paryża, na studia teologiczne w Instytucie św. Sergiusza z Radoneża, gdzie uzyskał dyplom magistra teologii za pracę poświęconą nauce Ojców Kościoła II i III stulecia nt. Maryi. Kontynuował w Instytucie studia w ramach studiów doktoranckich.
29 maja 1955 przyjął święcenia diakońskie w cerkwi Trzech Świętych Hierarchów w Paryżu. 6 czerwca tego samego roku otrzymał święcenia kapłańskie. Wrócił do Berlina, gdzie został proboszczem parafii św. Jana Chryzostoma. W 1962 rozpoczął studia filologiczne, które ukończył, pisząc pracę nt. Świętej Liturgii św. Jana Chryzostoma. Pozostawał w jurysdykcji Rosyjskiego Kościoła Prawosławnego, lecz w latach 60. wchodził ze swoimi zwierzchnikami w coraz poważniejszy konflikt, nie chcąc podobnie jak duchowieństwo Cerkwi Rosyjskiej otwarcie wygłaszać deklaracji poparcia dla polityki ZSRR. W 1964 ogłosił swoje przejście w jurysdykcję Zachodnioeuropejskiego Egzarchatu Parafii Rosyjskich, gdzie w roku następnym został dziekanem parafii na terytorium RFN.
W 1967 został kierownikiem katedry teologii dogmatycznej w Instytucie Św. Sergiusza, zaś od 1969 wykładał również liturgikę. Pracę akademicką zakończył w 1973. 12 marca 1971 złożył śluby monastyczne, zaś tydzień później został podniesiony do godności archimandryty. W tym samym roku, 30 czerwca, otrzymał nominację na biskupa pomocniczego egzarchatu z tytułem biskupa Eudokiady. Ceremonia chirotonii miała miejsce 3 października tego samego roku w soborze św. Aleksandra Newskiego w Paryżu. W kwietniu 1974 powierzono mu nadzór nad parafiami w RFN, zaś w 1979 – także w krajach skandynawskich.
Po śmierci arcybiskupa Jerzego (Tarassowa), dotychczasowego egzarchy, pełnił obowiązki locum tenens, zaś 5 lipca 1981 został intronizowany jako jego następca. W 1989 wrócił do pracy naukowej jako wykładowca liturgiki i prawa kanonicznego. Pełnił również obowiązki proboszcza parafii św. Sergiusza z Radoneża w Paryżu. Przez rok (od 1991 do 1992) pełnił obowiązki jego rektora, następnie ciężka choroba uniemożliwiła mu pracę naukową oraz posługę kapłańską. Zmarł w 1993 w Asnières-sur-Seine i został pochowany w cerkwi w Sainte-Geneviève-des-Bois.